# Guldbæk
Guldbæk (auch: Guldbæk Syd) ist ein Ort im Norden der dänischen Halbinsel Jütland. Er gehört zur Gemeinde Rebild in der Region Nordjylland und zählt 200 Einwohner (Stand 1. Januar 2023).